# Robert Lamartine
Robert Lamartine (* 15. Juni 1935 in Decize, Département Nièvre; † 16. Januar 1990) war ein französischer Fußballspieler.

## Karriere
Der meist als Stürmer eingesetzte Rechtsfuß Robert Lamartine spielte Mitte der 1950er Jahre zunächst in der Amateurmannschaft von Stade Reims, dessen Profis 1955 zum vierten Mal binnen sechs Jahren französischer Meister geworden waren. In der Saison 1955/56 setzte Trainer Albert Batteux ihn in drei Erstligapartien und einem Pokalspiel ein, wobei dem Youngster sogar ein Tor gelang; aber eine wirkliche Chance auf einen Stammplatz hatte der 20-jährige nicht – zu groß war das Aufgebot an Klassespielern, die den rot-weißen Dress der Elf aus der Champagne trugen: mit Penverne, Cicci und Siatka konkurrierten zwei aktuelle und ein zukünftiger Nationalspieler um die beiden Außenläuferplätze, und ähnlich war es im Angriff, wo die Reihe Glovacki-Leblond-Kopa-Bliard-Templin gesetzt war und selbst ein Michel Hidalgo es nur auf 16 Ligaeinsätze brachte. Von daher musste Lamartine auch bei der allerersten Austragung des Europapokals der Landesmeister, bei dem Reims erst im Endspiel von Real Madrid gestoppt wurde, ausnahmslos zuschauen. In der folgenden Saison spielte er sogar keine einzige Minute in der Division 1.
1957/58 hatte er seine Leistungen aber so weit stabilisiert, dass der Trainer ihm immer dann sein Vertrauen schenkte, wenn einer der Stammspieler verletzungsbedingt ausfiel; das war immerhin in gut einem Drittel der Ligaspiele (zwölf Einsätze, drei Tore) und in mehreren Pokalbegegnungen der Fall. Somit hatte Lamartine auch Anteil an dem mit großem Vorsprung vor Olympique Nîmes gewonnenen Meistertitel – und mehr noch am Sieg im Landespokalwettbewerb, in dessen Finale er beim 3:1-Sieg gegen Nîmes auf Rechtsaußen stürmte.
In der Saison 1958/59 versäumte er deswegen nur sechs der 38 Ligaspiele und gehörte auch im Europapokal mit einer Ausnahme zu den ersten Elf, die im Juni 1959 im Stuttgarter Neckarstadion erneut – und wieder gegen Real Madrid – im Endspiel standen. Darin vermochte Robert Lamartine aber ebenso wenig ein Tor gegen die „Königlichen“ zu erzielen wie seine Sturmkollegen Bliard, Fontaine, Piantoni und Vincent, so dass die Spielzeit für die Rot-Weißen ohne weiteren Titelgewinn endete.
Weil abzusehen war, dass Lamartine es nach der Verpflichtung Lucien Mullers und des Real-Heimkehrers Raymond Kopa schwer haben würde, seinen Stammplatz zu behalten, wechselte er gleich nach dem Finale von Stuttgart zum Ligakonkurrenten Angers SCO, für den er dreieinhalb Jahre spielte und in über 90 Begegnungen 27 Tore schoss. An einen Titelgewinn war bei den Westfranzosen allerdings nicht zu denken: bis auf einen 7. Platz 1960/61 war der Klub durchgehend nur in der unteren Tabellenhälfte der ersten Division zu finden, und auch im Pokal reüssierte er lediglich 1961/62 mit der Halbfinalteilnahme. Zum Jahreswechsel 1962/63 gab Angers Lamartine an SO Montpellier ab, den er nach dessen Abstieg zu Saisonende gleich wieder verließ, um für Stade Rennes UC zu spielen. Auch die Saison 1963/64 verlief für den Stürmer und seinen neuen Verein mit einem 11. Platz im Abschlussklassement nur durchschnittlich; erwähnenswert ist lediglich, dass die Bretonen mit zwei Siegen gegen Stade Reims maßgeblich dazu beitrugen, den Klub in die zweite Liga zu schießen, bei dem der Ex-Reimser seine größten Erfolge erzielt hatte.
Bei welchen Vereinen Robert Lamartine ab 1964 noch gespielt hat – ein Erstligist war jedenfalls nicht mehr dabei – und was aus ihm nach seiner Spielerzeit geworden ist, ist nicht bekannt. Er starb 1990 im Alter von nur 54 Jahren.

## Stationen
- Stade de Reims (1955–1959)
- Sporting Club de l'Ouest Angers (1959–1963)
- Stade Olympique Montpelliérain (1963)
- Stade Rennais Université Club (1963/64)

## Palmarès
- Französischer Meister: 1958
- Französischer Pokalsieger: 1958 (und Halbfinalist 1962)
- Europapokal der Landesmeister: Finalist 1959, insgesamt 8 Einsätze
- 167 Spiele und 50 Tore in der Division 1 (47/11 für Reims, 91/27 für Angers, 7/3 für Montpellier, 22/9 für Rennes)